# Kleistraat
De Kleistraat is een straatnaam en heuvel in de Vlaamse Ardennen gelegen in de omgeving van Wortegem in de Belgische provincie Oost-Vlaanderen.

## Wielrennen
De Kleistraat wordt vaak opgenomen in het parcours van de wielertoeristentocht Rit van de Gouverneur.